# Willits House
La Ward Willits House è una residenza progettata dall'architetto statunitense Frank Lloyd Wright nel 1901-1902. Situata al 1445 di Sheridan Road, a Highland Park, Illinois, è considerata uno dei primi esempi maturi dello stile Prairie School di Wright . Sebbene non sia la sua opera più celebre, la casa è fondamentale per comprendere l'evoluzione del linguaggio architettonico di Wright, introducendo molti degli elementi che caratterizzeranno la sua carriera .

## Storia e contesto
La casa fu commissionata dal businessman Ward Winfield Willits, che desiderava una residenza che rispecchiasse il suo desiderio di una vita semplice e un contatto più diretto con la natura . Wright, ispirato dalla filosofia di vita della Prairie e dall'idea di "architettura organica", progettò la casa per essere un'estensione naturale del paesaggio circostante .
Inaugurata nel 1902, la Ward Willits House è un esempio paradigmatico dello stile Prairie, caratterizzato da linee orizzontali, tetti a padiglione, ampie eaves (sporgenze del tetto) e una pianta aperta e fluida, che favorisce la connessione tra gli spazi interni ed esterni . La casa rimase la residenza di Willits fino alla sua morte, nel 1954, e oggi è inserita nel National Register of Historic Places, pur rimanendo una proprietà privata .

## Caratteristiche architettoniche
La Ward Willits House segna una tappa decisiva nell'evoluzione del design di Frank Lloyd Wright. La pianta dell'edificio è disposta a croce, con quattro ali che si estendono da un camino centrale in mattoni, un elemento tipico delle case Prairie . Questa disposizione spaziale consente di ottenere una maggiore ampiezza rispetto a un layout rettangolare o quadrato tradizionale, creando un ambiente più fluido e dinamico .
Un altro elemento distintivo è l'uso del legno e dello stucco nella struttura, che definisce lo stile Prairie di Wright . Le pareti esterne sono rivestite di stucco bianco, mentre le finestre sono incorniciate da legno, creando un contrasto che richiama la serenità delle case giapponesi tradizionali . Le ampie sporgenze del tetto proteggono l'edificio dalle intemperie e favoriscono una relazione più intima con il paesaggio circostante .
L'interno della casa riflette l'idea di una "architettura organica", in cui gli spazi e gli arredi sono progettati per integrarsi in un unico sistema . Le stanze sono divise da pannelli di legno e vetro, una soluzione che ricorda le fusuma giapponesi, le tradizionali porte scorrevoli in legno e carta, che servono a creare una divisione fluida e modulabile degli spazi . Inoltre, Wright progettò personalmente i mobili per la casa, contribuendo a unificare ulteriormente gli interni ).

## Influenza dell'architettura giapponese
Sebbene progettata prima del viaggio di Wright in Giappone nel 1905, la Ward Willits House mostra evidenti influenze dell'architettura giapponese tradizionale . Wright era stato profondamente ispirato dalla cultura giapponese sin dagli anni '80, quando iniziò a collezionare stampe giapponesi . Il suo interesse per la semplicità, la funzionalità e la bellezza della cultura orientale lo portò a incorporare elementi giapponesi nei suoi progetti . Nella Ward Willits House, l'uso di materiali naturali come il legno, il design minimalista degli interni e l'attenzione ai dettagli nella costruzione richiamano la tradizione delle minka, le case giapponesi costruite con legno e carta .
Il sistema delle finestre in vetro piombato e il trattamento delle pareti interne con pannelli di legno e vetro riflettono una reinterpretazione delle fusuma, che nelle case giapponesi consentono di variare la dimensione e la percezione degli spazi. Inoltre, l'ampio uso di eaves (sporgenze del tetto) richiama la tradizione giapponese di proteggere gli interni dal sole diretto, creando ombre morbide e una sensazione di intimità .

## Significato e eredità
La Ward Willits House non solo segna una tappa importante nella carriera di Frank Lloyd Wright, ma rappresenta anche un passo significativo nell'evoluzione dello stile Prairie . La casa esemplifica la sua visione dell'architettura come un organismo vivente, in cui ogni elemento è interconnesso con gli altri, creando un'armonia tra natura, struttura e vita quotidiana .
Oggi la Ward Willits House è considerata una delle opere più rappresentative del periodo di transizione di Wright verso il suo stile maturo, che avrebbe raggiunto il culmine con altre case come la Robie House e la Fallingwater . Sebbene non sia la sua creazione più conosciuta, la casa continua a essere un esempio fondamentale del suo approccio innovativo e della sua capacità di mescolare estetica e funzionalità in modo rivoluzionario .